# یوآنا بروژیک
یوآنا بروژیک (لهستانی: Joanna Brodzik؛ زادهٔ ۱۱ ژانویهٔ ۱۹۷۳) بازیگر اهل لهستان است.
از فیلم‌ها یا مجموعه‌های تلویزیونی که وی در آن‌ها نقش داشته‌است، می‌توان به بچه‌ها و ماهی، با آتش و شمشیر (فیلم)، با آتش و شمشیر (مجموعه تلویزیونی)، جهان به روایت خانواده کیپسکی و ماگدا ام. اشاره نمود.